# Pavel Jasanský (sportovní střelec)
Pavel Jasanský (20. května 1968 Litomyšl – 15. března 2018 Příchovice) byl český reprezentant ve sportovní střelbě z Dukly Plzeň, mistr světa a České republiky. Mimo jiné střílel s pistolí CZ IPSC ráže .40 S-W s optickým zaměřovačem. 
Jeho tělo bylo nalezeno u zahrádkářské kolonie u Příchovic na Plzeňsku, podle soudní pitvy zemřel ze zdravotních příčin. Mimo sportu se v Plzni zviditelnil také odpálením po domácku vyrobené výbušniny na louce za domem v plzeňské čtvrti Roudná.